# Краснопольское сельское поселение (Воронежская область)
Краснопольское сельское поселение — упразднённое муниципальное образование в Воробьёвском районе Воронежской области.
Административный центр — село Краснополье.

## История
Образовано в соответствии с Законом Воронежской области от 12 ноября 2004 года № 70-ОЗ «Об установлении границ, наделении соответствующим статусом, определении административных центров муниципальных образований Бобровского, Воробьевского, Кантемировского районов».
Законом Воронежской области от 2 марта 2015 года № 18-ОЗ, Краснопольское, Никольское 1-е сельское поселение и Никольское 2-е сельские поселения объединены во вновь образованное муниципальное образование — Никольское 1-е сельское поселение с административным центром в селе Никольское 1-е.

## Административное деление
Состав поселения:
- село Краснополье,
- хутор Нагольный,
- поселок 1-го отделения совхоза «Краснопольский»,
- поселок 2-го отделения совхоза «Краснопольский».